# Philip Chetwode
Feltmarskal Philip Walhouse Chetwode, 1st Baron Chetwode, 7th Baronet of Oakley, GCB,OM,GCSI,KCMG,DSO (født 21. september 1869, død 6. juli 1950) var en britisk hærofficer. Han var i indsats under Boerkrigen, hvor han var tilstede under Belejringen af Ladysmith i december 1899. Han var igen i indsats under 1. Verdenskrig på Vestfronten, hvor han deltog i Første slag ved Ypres. Herefter deltog han i Sinai og Palæstina-felttoget, hvor han anførte sit korps under det Første slag om Gaza i marts 1917, under slaget ved Beersheba i oktober 1917 og slaget om Jerusalem i november 1917.
Efter krigen beklædte han en række højtstående militære poster, herunder generaladjudant, kommandant for Aldershot Command. Han blev herefter stabschef i Indien i 1928 og øverstkommanderende i Indien i 1930 og var meget optaget af at modernisere og "indianisere" hæren i Indien.

## Tidlige år og uddannelse
Chetwode var søn af baron Sir George Chetwode og Alice Jane Bass (datter af bryggeren Michael Thomas Bass). Han fik sin uddannelse på Eton, hvor han var en dygtig atlet. Han blev herefter soldat og blev udnævnt til officer i 3. bataljon af Oxfordshire and Buckinghamshire Light Infantry den 11. april 1888. Derefter fik han en regulær officersudnævnelse i det 19. husarregiment den 20. november 1889.

## Krigsindsats
Efter at være blevet forfremmet til løjtnant den 6. august 1890 kom Chetwode første gang i aktiv tjeneste i Burma fra 1892 til 1893 og blev forfremmet til kaptajn den 7. februar 1897. Han gjorde også tjeneste i Boerkrigen, hvor han tog del i kampe ved Reitfontein i oktober 1899, Ladysmith i december 1899, Laing's Nek i juni 1900 og Belfast i august 1900. To gange blev han omtalt i depecher og han blev tildelt Distinguished Service Order. Efter at være blevet forfremmet til major den 21. december 1901, arvede kan familietitlen og blev 7. Baronet i 1905.
I 1906 blev Chetwode assisterende militærsekretær for Sir John French, og den 3. januar 1908 blev han forfremmet til oberstløjtnant, da han fik kommandoen over 19. husarregiment. Efter at være blevet placeret på reservelisten den 3. januar 1912, blev han forfremmet til oberst den 1. april 1912 og udpeget til chef for den beredne Londonbrigade.
Under Curragh-hændelsen i marts 1914 blev Chetwode tilbudt kommandoen over 3. kavaleribrigade, da Hubert Gough truede med at træde tilbage. Han vidste, at alle hans officerskolleger ville betragte ham som en strejkebryder, men han følte, at det var hans pligt som soldat at gøre hvad han fik ordre til, og ikke blande sig i politik. Det endte med at Gough blev på sin post og Chetwode blev ved den beredne Londonbrigade, men hans villighed til at efterfølge Gough afstedkom nogen modvilje. Efter at være blevet forfremmet til midlertidig brigadegeneral den 15. maj 1914, fik han kommandoen over 5. kavaleribrigade i august 1914.
I 1. Verdenskrig gjorde Chetwode tjeneste på Vestfronten. Hans 5. kavaleribrigade hjalp til med at dække tilbagetoget på dens frontafsnit, og stoppede de forfølgende tyskere ved Cerizy den 29. august 1914. Efter at have deltaget i Første slag ved Ypres i oktober 1914 blev han udpeget til chef for 2. kavaleridivision og forfremmet til midlertidig generalmajor den 15. juli 1915 og permanent generalmajor den 1. januar 1916. Da krigen på Vestfronten var blevet en skyttegravskrig var Chetwode heldig, da han blev overført til Egypten og fik kommandoen over det beredne Ørkenkorps og forfremmet til midlertidig generalløjtnant med virkning fra 22. november 1916. Han ledte korpset i slaget ved Rafah i januar 1917 og under det Første slag om Gaza i marts 1917. Da Edmund Allenby overtog kommandoen over de allierede styrker i Palæstina i juni 1917 blev Chetwode forfremmet til at lede 20. korps. Han førte sit korps til succes i slaget ved Beersheba i oktober 1917 og i slaget om Jerusalem i november 1917. I løbet af Sinai og Palæstina-felttoget blev han omtalt 8 gange i depecher.

## Tjeneste i Indien og senere
Efter krigen, og efter at være udnævnt til permanent generalløjtnant den 1. januar 1919, blev Chetwode udpeget til en række overordnede militære stillinger. Han gjorde tjeneste som militærsekretær fra 1919, imperiegeneralstabens vicestabschef fra oktober 1920, generaladjudant fra september 1922 og kommandant for Aldershot Command fra tidligt i 1923. Han blev forfremmet til fuld general den 1. juni 1926.
Chetwode blev chef for generalstaben i Indien i 1928 og øverstkommanderende i Indien i november 1930. Han blev forfremmet til feltmarskal den 13. februar 1933. I hans tjenestetid som øverstkommanderende i Indien var Chetwode modstander af at udskifte heste med kampvogne. Han "fremkom med den overraskende forudsigelse, at det ville være usandsynligt, at hæren i Indien ville indføre kampvogne i lang tid fremover, og da kun for at fastholde det beredne kavaleris momentum." Han var meget optaget af modernisering og "indianisering" af hæren i Indien. Hovedbygningen og den centrale hal på det indiske militærakademi er opkaldt efter ham. Akademiets motto, som er indgraveret på indgangen til den centrale hal er et citat fra hans tale ved indvielsen af akademiet i 1932 – "Dit lands sikkerhed, ære og velfærd kommer først, altid og hver gang. Dine mænds ære, velfærd og komfort kommer derefter. Din egen behagelighed, komfort og sikkerhed kommer sidst, altid og hver gang." Dette er kendt som "Chetwode mottoet" og er motto for de officerer, der uddannes på akademiet.
Chetwode vendte tilbage fra Indien i maj 1934. Han var Constable of the Tower fra 1943 til 1948 og ligeledes præsident for Royal Geographical Society og blev æresdoktor ved Oxford University. Han blev adlet som Baron Chetwode af Chetwode i grevskabet Buckingham den 10. juli 1945 og døde i London den 6. juni 1950.

## Familie
Han giftede sig med Hester (Star) Alice Camilla Stapleton Cotton og fik en søn Roger og en datter Penelope.
- Roger giftede sig med Molly Berry, datter af den 1. Viscount Camrose. Han blev dræbt i aktiv tjeneste den 14. august 1940 i en alder af 34. Han efterlod sig to sønner: Philip, den 2. Baron Chetwode, og Christopher.
- Penelope Chetwode giftede sig med digteren John Betjeman og fik en søn Paul og en datter Candida Lycett Green. Chetwodes søster Florence var gift med general Noel Birch.

## Ordener og hædersbevisninger

### Britiske
- DSO : Companion of the Distinguished Service Order – 20. november 1900 – for indsats under operationerne i Sydafrika (Boerkrigen)[5]
- KCMG : Knight Commander of the Order of St. Michael and St. George – 4. juni 1917[26]
- GCB : Knight Grand Cross of the Order of the Bath (GCB) – 3. juni 1929[27]
  - KCB : Knight Companion of the Order of the Bath – 11. januar 1918[28]
  - CB : Companion of the Order of the Bath – 18. februar 1915[29]
- KJStJ : Knight of Justice of the Venerable Order of St. John – 23. december 1930[30]
- GCStJ : Bailiff Grand Cross of the Venerable Order of St. John[31]
- GCSI : Knight Grand Commander of the Order of the Star of India – 4. juni 1934[32]
- OM : Member of the Order of Merit – 1. januar 1936[33]

### Udenlandske
- Croix de Guerre 1914–1918 (Frankrig) – 21. maj 1917[34]
- Order of the Nile, 2nd Class (Egypten) – 9. november 1918[35]

## Eksterne kilder
- Wikimedia Commons har flere filer relateret til Philip Chetwode